# Монескин
Монескин (на датски: Måneskin, значение: „лунна светлина“) е италианска рок група, създадена през 2016 г. в Рим. Нейни членове са Дамиано Давид (вокалист), Томас Раджи (китарист), Виктория де Анджелис (басист) и Етан Торкио (барабанист). Групата става известна, след като завоюва второто място в единадесетия сезон на италианския X Factor през 2017 г. Монескин печели Фестивала на италианската песен в Санремо 2021 и песенния конкурс Евровизия 2021 с песента Zitti e buoni, като по този начин става едва втората рок група, която печели Евровизия след финландската хардрок група Лорди, която печели конкурса през 2006 г. Има издадени три студийни албума, един EP и десет сингъла, които оглавяват италианските музикални класации и получават над 20 платинени сертификата от FIMI.

## История на групата

### 2016: Създаване на групата и първи изяви
Членовете на групата се срещат, докато учат в гимназия в Монтеверде, Рим. Решават да създадат група през 2016 г. Името ѝ избират, когато трябва да се регистрират за „Пулс“, местен музикален конкурс за новосъздадени групи. Опитвайки се да измислят подходящо име, членовете на групата молят Де Анджелис, която е наполовина датчанка, да изреди добре звучащи датски думи. В крайна сметка се спират на Måneskin („лунна светлина“), въпреки че значението не е свързано със самата група. Макар и да избират името с първоначалната нагласа, че вероятно ще го сменят в бъдеще, печелейки конкурса, те решават да го запазят, защото им носи късмет. „Пулс“ бележи повратна точка в кариерата на Монескин, понеже участието им в конкурса ги подтиква да започнат да пишат авторски песни.
Впоследствие, групата свири по улиците на квартал Коли Портуенси в Рим, както и в историческия център на града, включително на Виа дел Корсо. Един от първите им концерти на живо извън родния им град се провежда във Фаенца на срещата на независимите лейбъли през 2016 г. Присъстват приблизително 30 души. След пътуване до Дания, по време на което Монескин също изнася няколко концерта на живо, групата се сплотява още повече и започна да свири заедно по няколко часа на ден.

### 2017 – 2019:X Factorи дебютен пробив
През 2017 г. Монескин участват в единадесетия сезон на италианския X Factor и завършват на второ място след Лоренцо Личитра. Там те изпълняват своя авторска песен „Chosen“, която впоследствие излиза като сингъл на 24 ноември 2017 г. от Сони Мюзик и се класира под номер 2 в италианската класация за сингли на FIMI. Включена е в станалия впоследствие платинен EP, издаден декември 2017 г. и състоящ се основно от кавъри, изпълнявани по време на концертите на X Factor.
На 23 март 2018 г. излиза първият им сингъл на италиански „Morirò da re“. Първият студиен албум на Монескин, включващ „Morirò da re“ и „Torna a casa“, излиза на 26 октомври 2018 г. Както албумът, озаглавен Il ballo della vita, така и сингълът „Torna a casa“ оглавяват класациите в Италия. За популяризиране на албума е създаден документаленият филм „Това е Монескин“, чиято премиера се състои на 26 октомври 2018 г.
През януари 2019 г. излиза песента „Fear for Nobody“, докато през април 2019 г. „L'altra dimensione“ става четвъртият сингъл, стигнал до Топ 10 на класацията за сингли на FIMI. Шестият сингъл на Монескин „Le parole lontane“, издаден през септември 2019 г., достига Топ 5 на класацията за сингли и става платинен. По време на турнето си за 2018 – 2019 г. групата разпродава над 60 дати и повече от 130 000 билета.

### 2020-настояще: Музикалният фестивал в Санремо 2021, Евровизия 2021 иTeatro d'ira
През октомври 2020 г. излиза седмия им сингъл „Vent'anni“. През март 2021 г. Måneskin печели Музикалния фестивал в Санремо с песента „Zitti e buoni“. Групата обявява новия си проект, озаглавен Teatro d'ira, чийто Vol. 1 е издаден на 19 март 2021 г. Монескин побеждават в конкурса за песен на Евровизия 2021, като представляват Италия с „Zitti e buoni“ в Ротердам на 22 май 2021 г., получавайки общо 524 точки. Те печелят благодарение на подкрепата на публиката, въпреки че вотът на националните журита ги класира четвърти.
Групата издава следващия си сингъл „I Wanna Be Your Slave" от албума Teatro d'ira Vol. 1 на 16 юли 2021г. Десетият сингъл на Монескин „Mammamia" излиза на 8 октомври 2021 г. Групата обявява издаването на нов албум до края на годината с концертни дати през декември 2021 г. и предстоящо турне, започващо през март 2022 г., за което броят на продадените билети възлиза на над 60 000. Монескин ще вземат участие в Рок ам Ринг през юни 2022 г.

## Музикален стил и влияния
Стилът на Монескин е определян като алтернативен рок, глем рок, хардрок, и поп рок. Техният външен вид и звучене са сравнени с рок музиката от 70-те. Членовете на групата цитират като влияния Хари Стайлс, Арктик Мънкис, Лед Цепелин, Флийтуд Мак, Нирвана, Рейдиохед, Франц Фердинанд, Дейвид Боуи, Джентъл Джайънт, Ролинг Стоунс и Дорс.

## Членове на групата
| Име                  | Дата на раждане    | Роля       |
| -------------------- | ------------------ | ---------- |
| Дамиано Давид        | 8 януари 1999 г.   | Вокалист   |
| Виктория Де Анджелис | 28 април 2000 г.   | Басист     |
| Томас Раджи          | 18 януари 2001 г.  | Китарист   |
| Етан Торкио          | 8 октомври 2000 г. | Барабанист |

### Личен живот
В интервю от февруари 2021 г. за вестник Кориере дела Сера Виктория се самоопределя като бисексуална, Томас като хетеро, Дамиано като хетеро, но „любопитен“, Етан като „сексуално свободен“. Дамиано има връзка с италианския модел Джорджия Солери.

## Дискография

### Студийни албуми
| Заглавие                                                             | Подробности                                         | Най-високи позиции в класациите | Най-високи позиции в класациите | Сертификати         |
| Заглавие                                                             | Подробности                                         | ITA                             | SWI                             | Сертификати         |
| -------------------------------------------------------------------- | --------------------------------------------------- | ------------------------------- | ------------------------------- | ------------------- |
| Il ballo della vita                                                  | - Издаден: 26 октомври 2018 г. - Етикет: Сони Мюзик | 1                               | 26                              | - FIMI: 3 × платина |
| Teatro d'ira: Vol. 1                                                 | - Издаден: 19 март 2021 г. - Етикет: Сони Мюзик     | 1                               | 13                              | - FIMI: Платина     |
| Rush!                                                                | - Издаден: 20.01.2023 г. - Етикет: Сони Мюзик       |                                 |                                 |                     |
| „-“ означава запис, който не е поставен в класация или не е излязъл. |                                                     |                                 |                                 |                     |

### EP
| Заглавие | Повече информация                                   | Най-висока позиция | Сертификати     |
| Заглавие | Повече информация                                   | ITA                | Сертификати     |
| -------- | --------------------------------------------------- | ------------------ | --------------- |
| Chosen   | - Издаден: 15 декември 2017 г. - Лейбъл: Сони Мюзик | 3                  | - FIMI: Платина |

### Сингли

#### Като основен изпълнител
| Заглавие                                                             | Година  | Най-висока позиция | Сертификати         | Албум или EP         |
| Заглавие                                                             | Година  | ITA                | Сертификати         | Албум или EP         |
| -------------------------------------------------------------------- | ------- | ------------------ | ------------------- | -------------------- |
| „Chosen“                                                             | 2017 г. | 2                  | - FIMI: 2 × платина | Chosen               |
| „Morirò da re“                                                       | 2018 г. | 2                  | - FIMI: 3 × платина | Il ballo della vita  |
| „Torna a casa“                                                       | 2018 г. | 1                  | - FIMI: 5 × платина | Il ballo della vita  |
| „Fear for Nobody“                                                    | 2019 г. | 26                 |                     | Il ballo della vita  |
| „L'altra dimensione“                                                 | 2019 г. | 6                  | - FIMI: Платина     | Il ballo della vita  |
| „Le parole lontane“                                                  | 2019 г. | 5                  | - FIMI: Платина     | Il ballo della vita  |
| „Vent'anni“                                                          | 2020 г. | 12                 | - FIMI: Платина     | Teatro d'ira: Vol. 1 |
| „Zitti e buoni“                                                      | 2021    | 2                  | - FIMI: 2 × платина | Teatro d'ira: Vol. 1 |
| „-“ означава запис, който не е поставен в класация или не е излязъл. |         |                    |                     |                      |

#### В колаборация
| Заглавие                                                      | Година  | Най-висока позиция | Албум или EP           |
| Заглавие                                                      | Година  | ITA                | Албум или EP           |
| ------------------------------------------------------------- | ------- | ------------------ | ---------------------- |
| „Stato di natura“ (Франческа Микелин с участието на Måneskin) | 2020 г. | 99                 | Feat (stato di natura) |

## Филмография
| Година  | Заглавие        | Роля    | Бележки           | Източници |
| ------- | --------------- | ------- | ----------------- | --------- |
| 2018 г. | Това е Монескин | Себе си | Документален филм | [ 19 ]    |